# Колки (Гомельская область)
Колки (бел. Колкі) — агрогородок в Петриковском районе Гомельской области Белоруссии. Административный центр Колковского сельсовета.

## География

### Расположение
В 59 км на северо-восток от Петрикова, 36 км от железнодорожной станции Птичь (на линии Лунинец — Калинковичи), 204 км от Гомеля.

### Гидрография
На реке Тремля (приток реки Припять).

## Транспортная сеть
Транспортные связи по просёлочной, затем автомобильной дороге Комаровичи — Птичь. Планировка состоит из прямолинейной широтной улицы, к которой на юге присоединяется дугообразная улица. Имеется обособленный участок застройки. Жилые дома деревянные, усадебного типа. В 1987 году построены кирпичные дома на 50 квартир, в которых разместились переселенцы из загрязнённых радиацией мест после катастрофы на Чернобыльской АЭС.

## История
В окрестносятх обнаружены археологические находки относящиеся к периоду Туровского Княжества X-XIII вв. н.э.
По письменным источникам известна с XVI века как деревня в Мозырском повете Минского воеводства Великого княжества Литовского. В 1518 году король Сигизмунд I даровал село в пожизненное пользование воеводе полоцкому А. Краштольту. К шляхетской собственности отнесены земли села на карте 1560 года В 1668 году во владении Радзивиллов. В 1766 году центр поместья Колки. Под 1774 год обозначена в документах о разграничении с соседними селениями.
После 2-го раздела Речи Посполитой (1793 год) в составе Российской империи. Действовала Рождества-Богородицкая церковь (в ней хранились метрические книги с 1802 года). В 1879 году здание церкви капитально отремонтировано. В 1859 года открыта школа, которая размещалась в наёмном крестьянском доме, в 1901 году для неё построено собственное здание. Как село обозначена на карте 1866 года. Согласно переписи 1897 года действовали народное училище, хлебозапасный магазин, трактир, в Крюковичской волости Речицкого уезда Минской губернии.
С 20 августа 1924 года центр Колковского сельсовета Копаткевичского, с 8 июля 1931 года Петриковского, с 12 февраля 1935 года Копаткевичского, с 25 декабря 1962 года Петриковского районов Мозырского (до 26 июля 1930 года и с 21 июня 1935 года по 20 февраля 1938 года) округа, с 20 февраля 1938 года Полесской, с 8 января 1954 года Гомельской областей.
В 1930 году организован колхоз «Красный пахарь», работали водяная мельница и кузница. В 1936 году в деревню переселились жители соседних хуторов Загребля, Замосарск, Замошье, Заямное, Липники, Ровбичи. Во время Великой Отечественной войны партизаны разгромили гарнизон, созданный здесь оккупантами. В феврале 1944 года каратели сожгли деревню и 50 жителей. В боях около деревни погибли 67 советских солдат и партизан (похоронены в братской могиле в центре). 77 жителей погибли на фронте. Согласно переписи 1959 года центр совхоза имени В. И. Ленина. С июля 1986г. центр совхоза им. Ульянова. Работают средняя школа, дом культуры, библиотека, детские ясли-сад, амбулатория, отделение связи, швейная и сапожная мастерские, магазин.
В состав Колковского сельсовета до 1936 года входили хутора Загребля, Замосарск, Замошье, Заямное, Липники, Ляды, Ровбичи, Томары, посёлок Хутор (в настоящее время не существуют).

## Население

### Численность
- 2009 год — 596 жителей (согласно переписи)

### Динамика
- 1834 год — 24 двора, 159 жителей.
- 1885 год — 52 двора, 462 жителя.
- 1897 год — 590 жителей (согласно переписи).
- 1908 год — 94 двора, 789 жителей.
- 1924 год — 204 двора, 1125 жителей
- 1940 год — 257 дворов, 875 жителей.
- 1959 год — 572 жителя (согласно переписи).
- 2004 год — 251 хозяйство, 677 жителей.
- 2009 год — 596 жителей (согласно переписи).

Известные уроженцы
Александр Степанович Захаревский (1929- 2012)  — белорусский ученый-медик, доктор медицинских наук (1976), профессор (1983), заслуженный деятель высшей школы РБ (1995). Работал в Минском государственном медицинском институте, где был заведующим кафедрой фармакологии (1983–1995), профессором (1995–2012) и руководителем научных лабораторий.